# Lista odcinków serialu Pod kopułą
Poniżej znajduje się lista odcinków serialu telewizyjnego Pod kopułą – emitowanego przez amerykańską stację telewizyjną  CBS od 24 czerwca 2013 roku do 10 września 2015 roku. Powstały łącznie trzy serie, składające się łącznie z 39 odcinków. W Polsce emitowany od 13 stycznia 2014 roku do 21 lutego 2016 roku przez stację Canal+.
| Seria | Seria | Odcinki | Oryginalna emisja | Oryginalna emisja | Oryginalna emisja | Oryginalna emisja |
| Seria | Seria | Odcinki | Premiera serii    | Finał serii       | Premiera serii    | Finał serii       |
| ----- | ----- | ------- | ----------------- | ----------------- | ----------------- | ----------------- |
|       | 1     | 13      | 24 czerwca 2013   | 16 września 2013  | 13 stycznia 2014  | 7 kwietnia 2014   |
|       | 2     | 13      | 30 czerwca 2014   | 22 września 2014  | 14 maja 2015      | 25 czerwca 2015   |
|       | 3     | 13      | 25 czerwca 2015   | 10 września 2015  | 10 stycznia 2016  | 21 lutego 2016    |

## Sezon 1 (2013)
| Nr | #  | Tytuł                 | Reżyseria            | Scenariusz                            | Premiera CBS     | Premiera Canal+  |
| -- | -- | --------------------- | -------------------- | ------------------------------------- | ---------------- | ---------------- |
| 1  | 1  | Pilot                 | Niels Arden Oplev    | Brian K. Vaughan                      | 24 czerwca 2013  | 13 stycznia 2014 |
| 2  | 2  | The Fire              | Jack Bender          | Rick Cleveland                        | 1 lipca 2013     | 20 stycznia 2014 |
| 3  | 3  | Manhunt               | Paul Edwards         | Adam Stein                            | 8 lipca 2013     | 27 stycznia 2014 |
| 4  | 4  | Outbreak              | Kari Skogland        | Peter Calloway                        | 15 lipca 2013    | 3 lutego 2014    |
| 5  | 5  | Blue on Blue          | Jack Bender          | Brian K. Vaughan                      | 22 lipca 2013    | 10 lutego 2014   |
| 6  | 6  | The Endless Thirst    | Kari Skogland        | Soo Hugh                              | 29 lipca 2013    | 17 lutego 2014   |
| 7  | 7  | Imperfect Circles     | Miguel Sapochnik     | Caitlin Parrish                       | 5 sierpnia 2013  | 24 lutego 2014   |
| 8  | 8  | Thicker Than Water    | Jack Bender          | Adam Stein                            | 12 sierpnia 2013 | 3 marca 2014     |
| 9  | 9  | The Fourth Hand       | Roxann Dawson        | Daniel Truly                          | 19 sierpnia 2013 | 10 marca 2014    |
| 10 | 10 | Let the Games Begin   | Sergio Mimica-Gezzan | Andres Fischer-Centeno Peter Calloway | 26 sierpnia 2013 | 17 marca 2014    |
| 11 | 11 | Speak of the Devil    | David M. Barrett     | Scott Gold                            | 2 września 2013  | 24 marca 2014    |
| 12 | 12 | Exigent Circumstances | Peter Leto           | Adam Stein Caitlin Parrish            | 9 września 2013  | 31 marca 2014    |
| 13 | 13 | Curtains              | Jack Bender          | Brian K. Vaughan Scott Gold           | 16 września 2013 | 7 kwietnia 2014  |

## Sezon 2 (2014)
| Nr | #  | Tytuł           | Reżyseria        | Scenariusz                              | Premiera CBS     | Premiera Canal+ |
| -- | -- | --------------- | ---------------- | --------------------------------------- | ---------------- | --------------- |
| 14 | 1  | Heads Will Roll | Jack Bender      | Stephen King                            | 30 czerwca 2014  | 14 maja 2015    |
| 15 | 2  | Infestation     | Ernest Dickerson | Kelly Souders Brian Peterson            | 7 lipca 2014     | 21 maja 2015    |
| 16 | 3  | Force Majeure   | Peter Leto       | Adam Stein                              | 14 lipca 2014    | 21 maja 2015    |
| 17 | 4  | Revelation      | Holly Dale       | Alexandra McNally                       | 21 lipca 2014    | 28 maja 2015    |
| 18 | 5  | Reconciliation  | Ed Ornelas       | Cathryn Humphris                        | 28 lipca 2014    | 28 maja 2015    |
| 19 | 6  | In The Dark     | Jack Bender      | Caitlin Parrish                         | 4 sierpnia 2014  | 4 czerwca 2015  |
| 20 | 7  | Going Home      | David Barrett    | Peter Calloway                          | 11 sierpnia 2014 | 4 czerwca 2015  |
| 21 | 8  | Awakening       | Jack Bender      | Andres Fischer-Centeno Daniel Truly     | 18 sierpnia 2014 | 11 czerwca 2015 |
| 22 | 9  | The Red Door    | Peter Weller     | Kelly Souders Brian Peterson Adam Stein | 25 sierpnia 2014 | 11 czerwca 2015 |
| 23 | 10 | The Fall        | Eriq La Salle    | Alexandra McNally Mark Linehan Bruner   | 1 września 2014  | 18 czerwca 2015 |
| 24 | 11 | Black Ice       | Jack Bender      | Adam Stein Peter Calloway               | 8 września 2014  | 18 czerwca 2015 |
| 25 | 12 | Turn            | Peter Leto       | William Kendall Daniel Truly            | 15 września 2014 | 25 czerwca 2015 |
| 26 | 13 | Go Now          | Jack Bender      | Caitlin Parrish Cathryn Humphris        | 22 września 2014 | 25 czerwca 2015 |

## Sezon 3 (2015)
| Nr | #  | Tytuł                 | Reżyseria            | Scenariusz                                | Premiera CBS     | Premiera Canal+ Seriale |
| -- | -- | --------------------- | -------------------- | ----------------------------------------- | ---------------- | ----------------------- |
| 27 | 1  | Move On               | Peter Leto           | Adam Stein                                | 25 czerwca 2015  | 10 stycznia 2016        |
| 28 | 2  | But I'm Not           | Peter Weller         | Tim Schlattmann                           | 25 czerwca 2015  | 10 stycznia 2016        |
| 29 | 3  | Redux                 | Olatunde Osanumi     | Alex McNally                              | 2 lipca 2015     | 17 stycznia 2016        |
| 30 | 4  | The Kinship           | Ed Ornelas           | Cathryn Humphris                          | 9 lipca 2015     | 17 stycznia 2016        |
| 31 | 5  | Alaska                | David Barrett        | Bronwyn Garrity                           | 16 lipca 2015    | 24 stycznia 2016        |
| 32 | 6  | Caged                 | Sergio Mimica-Gezzan | Andres Fischer-Centeno                    | 23 lipca 2015    | 24 stycznia 2016        |
| 33 | 7  | Ejecta                | David M. Barrett     | Peter Calloway                            | 30 lipca 2015    | 31 stycznia 2016        |
| 34 | 8  | Breaking Point        | Sam Hill             | James C. Oliver, Sharla Oliver            | 6 sierpnia 2015  | 31 stycznia 2016        |
| 35 | 9  | Plan B                | Eriq La Salle        | Tim Schlattmann, Mark Bruner              | 13 sierpnia 2015 | 7 lutego 2016           |
| 36 | 10 | Legacy                | Dennie Gordon        | Alexandra McNally, Andres Fischer-Centeno | 20 sierpnia 2015 | 7 lutego 2016           |
| 37 | 11 | Love is a Battlefield | Lee Rose             | Peter Calloway, Adam Stein                | 27 sierpnia 2015 | 14 lutego 2016          |
| 38 | 12 | Incandescence         | Lee Rose             | Bronwyn Garrity, Cathryn Humphris         | 3 września 2015  | 14 lutego 2016          |
| 39 | 13 | The Enemy Within      | Peter Leto           | Neal Baer, Tim Schlattmann                | 10 września 2015 | 21 lutego 2016          |

## Odcinki specjalne
| 1                              | Under the Dome: Inside Chester's Mill | Ed Ornelas | 23 czerwca 2014 | 14 maja 2015 |
| "Curtains" & "Heads Will Roll" |                                       |            |                 |              |